# Ernst Probst
Ernst Probst (* 20. Januar 1946 in Neunburg vorm Wald) ist ein deutscher Wissenschaftsjournalist und Autor.

## Leben
Ernet Probst absolvierte in den Jahren 1960 bis 1963 in Nürnberg eine Ausbildung als Schriftsetzer, er war in diesem Beruf bis zum Jahr 1968 tätig. Nach einem Volontariat arbeitete er ab 1970 als Redakteur für diverse Zeitungen. Von 1973 bis 2001 war er für die Allgemeine Zeitung in Mainz tätig.
Probst veröffentlichte populärwissenschaftliche Bücher über die Urzeit, Steinzeit, Bronzezeit und Dinosaurier in Deutschland. Parallel zu seinen journalistischen Tätigkeiten mit den Schwerpunkten Astronomie, Geologie, Paläontologie, Zoologie und Anthropologie betätigte er sich von 2001 bis 2006 als Verleger sowie Fossilien- und Antiquitätenhändler.

## Veröffentlichungen
- Deutschland in der Urzeit, Von der Entstehung des Lebens bis zum Ende der Eiszeit. Bertelsmann, München 1986, ISBN 3-570-01066-X.
- Deutschland in der Steinzeit, Jäger, Fischer und Bauern zwischen Ostseeküste und Alpenraum. Bertelsmann, München 1999, ISBN 3-570-02669-8 (Erstausgabe:  1991).
- Rekorde der Urzeit. Bertelsmann, München 1992, ISBN 3-570-01382-0.
- mit Raymund Windolf: Dinosaurier in Deutschland. Bertelsmann, München 1993, ISBN 3-570-02314-1.
- Deutschland in der Bronzezeit. Bauern, Bronzegießer und Burgherren zwischen Nordsee und Alpen. Bertelsmann, München 1999, ISBN 3-570-02237-4 (Erstausgabe:  1996).
- Monstern auf der Spur, wie die Sagen über Drachen, Riesen und Einhörner entstanden. Probst, Mainz-Kostheim 2001, ISBN 3-935718-22-5 (als PDF auf CD-ROM).
- mit Sonja Probst: Meine Worte sind wie die Sterne, Die Rede des Häuptlings Seattle und andere indianische Weisheiten. Probst, Mainz-Kostheim 2001, ISBN 3-935718-01-2 (2002 auch als PDF auf CD-ROM).
- Monstern auf der Spur. Wie die Sagen über Drachen, Riesen und Einhörner entstanden. Probst, Mainz-Kostheim 2001, ISBN 3-935718-07-1.
- Königinnen des Tanzes. Probst, Mainz-Kostheim 2002, ISBN 3-935718-99-3 (auch als PDF auf CD-ROM).
- mit Doris Probst: Worte sind wie Waffen. Weisheiten und Torheiten über die Medien. Probst, Mainz-Kostheim 2002, ISBN 3-935718-78-0 (CD-ROM).
- Rekorde der Urmenschen. Erfindungen, Kunst und Religion. GRIN, München 2008, ISBN 978-3-640-14639-0.
- mit Jens Lorenz Franzen, Heiner Roos: Das Dinotherium-Museum Eppelsheim. Führer durch die Ausstellung. Förderverein Dinotherium-Museum e. V., Eppelsheim 2009.
- Dinosaurier von A bis K. Von Abelisaurus bis zu Kritosaurus. GRIN, München 2010, ISBN 978-3-640-74037-6.
- Dinosaurier von L bis Z. Von Labocania bis zu Zupaysaurus. GRIN, München 2010, ISBN 978-3-640-74060-4.
- mit Theo Lederer: Christl-Marie Schultes – Die erste Fliegerin in Bayern. GRIN, München 2010, ISBN 978-3-640-72625-7.
- Königinnen der Lüfte von A bis Z. Biografien berühmter Fliegerinnen, Ballonfahrerinnen, Luftschifferinnen, Fallschirmspringerinnen und Astronautinnen. GRIN, München 2010, ISBN 978-3-640-65800-8.
- Die ältere Bronzezeit in Nordrhein-Westfalen: Ein Abschnitt der Urgeschichte vor etwa 1500 bis 1200 v. Chr. GRIN, München 2011, ISBN 978-3-656-04371-3.
- Die Hügelgräber-Kultur in Deutschland. GRIN, München 2011, ISBN 978-3-656-03469-8.
- Die Hügelgräber-Kultur in Österreich. GRIN, München 2011, ISBN 978-3-656-08552-2.
- Österreich in der Mittelbronzezeit. GRIN, München 2011, ISBN 978-3-656-00127-0.
- Die Hügelgräber-Kultur in der Schweiz. GRIN, München 2011, ISBN 978-3-656-08542-3.
- Johann Jakob Kaup – Der große Naturforscher aus Darmstadt. GRIN, München 2011, ISBN 978-3-640-84916-1.
- Der Schwarze Peter. Ein Räuber im Hunsrück und Odenwald. GRIN, München 2013, ISBN 978-3-638-95142-5 (Biografie von Johann Peter Petri, genannt „Der alte Schwarzpeter“, Holzfäller, Köhler und Räuber aus dem Hunsrück, Komplize des Schinderhannes, «Erfinder eines Kartenspiels» auch als PDF auf CD-ROM).
- Seeungeheuer. 100 Monster von A bis Z. GRIN, München 2013, ISBN 978-3-656-50349-1.
- Nessie. Das Monsterbuch. GRIN, München 2013, ISBN 978-3-656-45768-8.
- Affenmenschen. Von Bigfoot bis zum Yeti. GRIN, München 2013, ISBN 978-3-656-43956-1 (erweiterte Ausgabe).
- Tiere der Urwelt. Leben und Werk des Berliner Malers Heinrich Harder. GRIN, München 2014.
- Ein Journalistenleben. Vom Wunschberuf zum Albtraum. CreateSpace Independent Publishing Platform, Amazon, Leipzig 2015, ISBN 978-1-5193-5446-4.
- Ernst Probst, Doris Probst: 5000 Jahre Kostheim. Von der Steinzeit bis zum 21. Jahrhundert. CreateSpace Independent Publishing Platform, Amazon, Leipzig 2018, ISBN 978-1-72154-050-1.
- Das Steinzeit-Grab von Bonn-Oberkassel. Ein rätselhafter Fund aus der Zeit der Federmesser-Gruppen. Leipzig 2021, ISBN 979-8-7391-8952-3.
- Die Lanze von Lehringen. Der Jahrhundertfund aus der Altsteinzeit. Leipzig 2021, ISBN 979-8-5030-2513-2.
- Große Kometen. Schweifsterne in Wort und Bild. Leipzig 2022, ISBN 979-8-84801685-7.
- Meteoriten. Die wichtigsten Funde und Krater. Leipzig 2022, ISBN 979-8-83802714-6.
- Wiesbaden vor 600.000 Jahren. Die Fossilien der Mosbach-Sande. Leipzig 2022, ISBN 979-8-36370601-1.
- Flugsaurier in Deutschland. Von Dorygnathus bis zu Targaryendraco. Mainz-Kostheim 2023, ISBN 979-8-389-47997-5.

### „Superfrauen“
Biografien von außergewöhnlichen Frauen in 14 Bänden
- Superfrauen. Geschichte. Band 1. Prosch, Mainz-Kostheim 2000, ISBN 978-3-89811-417-2. Books on Demand – N.A.: Grin, München 2008, ISBN 978-3-638-93462-6 (von Julchen Blasius, der Braut des Schinderhannes, bis zu Zenobia, der Fürstin von Palmyra. ISBN 978-3-935718-08-0; Digital-Buch – als PDF auf CD-ROM).
- Superfrauen. Religion. Das Leben frommer, seliger und heiliger Frauen in Wort und Bild. Band 2. Prosch, Mainz-Kostheim 2000, ISBN 978-3-89811-728-9. Books on Demand – N.A.: Grin, München 2008, ISBN 978-3-638-93370-4 (52 Biographien: Katharina von Genua, Maria Dominica Mazzarello, Rosa von Lima, Teresa von Ávila u. a., auch als Digital-Buch – als PDF auf CD-ROM).
- Superfrauen. Politik. Band 3. Prosch, Mainz-Kostheim 2001, ISBN 978-3-89811-992-4 (BoD – Libri Book on Demand, ISBN 978-3-935718-38-7, 2001 Digital-Buch – als PDF auf CD-ROM).
- Superfrauen. Wirtschaft und Verkehr. Band 4. Prosch, Mainz-Kostheim 2001, ISBN 978-3-89811-993-1 (BoD – Libri Book on Demand. N.A: Grin, München 2009, ISBN 978-3-640-45073-2, von Melitta Bentz, Grete Schickedanz bis zu Sabine Trube. ISBN 978-3-935718-39-4 Digital-Buch – als PDF auf CD-ROM).
- Superfrauen. Wissenschaft. Band 5. Prosch, Mainz-Kostheim 2001, ISBN 978-3-89811-994-8 (BoD – Libri Book on Demand. N.A.: Grin, München 2009, ISBN 978-3-640-39518-7, ISBN 978-3-935718-14-1 Digital-Buch – als PDF auf CD-ROM).
- Superfrauen. Medizin. Band 6, Prosch, Mainz-Kostheim 2001, ISBN 978-3-8311-0221-1 (BoD – Libri Book on Demand, auch als Digital-Buch – als PDF auf CD-ROM).
- Superfrauen. Film und Theater. Band 7. Prosch, Mainz-Kostheim 2001, ISBN 978-3-89811-730-2 (BoD – Libri Book on Demand. N.A: Grin, München 2009, ISBN 978-3-640-45071-8, ISBN 978-3-935718-09-7 Digital-Buch – als PDF auf CD-ROM).
- Superfrauen. Literatur. Band 8. Prosch, Mainz-Kostheim 2001 (BoD – Libri Book on Demand, auch als Digital-Buch – als PDF auf CD-ROM).
- Superfrauen. Malerei und Fotografie. Band 9. Prosch, Mainz-Kostheim 2001 (BoD – Libri Book on Demand, auch als Digital-Buch – als PDF auf CD-ROM).
- Superfrauen. Musik und Tanz. Band 10. Prosch, Mainz-Kostheim 2001, ISBN 978-3-935718-18-9 (BoD – Libri Book on Demand, auch als Digital-Buch – als PDF auf CD-ROM).
- Superfrauen. Feminismus und Familie. Band 11. Prosch, Mainz-Kostheim 2001, ISBN 978-3-935718-03-5 (BoD – Libri Book on Demand. N.A.: Grin, München 2009, ISBN 978-3-640-39516-3, ISBN 978-3-638-93404-6 Digital-Buch – als PDF auf CD-ROM).
- Superfrauen. Sport. Band 12. Prosch, Mainz-Kostheim 2001 (BoD – Libri Book on Demand, Rosemarie Ackermann, Steffi Graf, Katarina Witt u. a., auch als Digital-Buch – als PDF auf CD-ROM).
- Superfrauen. Mode und Kosmetik. Band 13. Prosch, Mainz-Kostheim 2001 (BoD – Libri Book on Demand, auch als Digital-Buch – als PDF auf CD-ROM).
- Superfrauen. Medien und Astrologie. Band 14. Prosch, Mainz-Kostheim 2001, ISBN 978-3-935718-17-2 (BoD – Libri Book on Demand, ISBN 978-3-935718-49-3 Digital-Buch – als PDF auf CD-ROM).